# Municipio de Mary Ann
El municipio de Mary Ann (en inglés: Mary Ann Township) es un municipio ubicado en el condado de Licking en el estado estadounidense de Ohio. En el año 2010 tenía una población de 2116 habitantes y una densidad poblacional de 35,23 personas por km².

## Geografía
El municipio de Mary Ann se encuentra ubicado en las coordenadas 40°8′38″N 82°19′37″O / 40.14389, -82.32694. Según la Oficina del Censo de los Estados Unidos, el municipio tiene una superficie total de 60.06 km², de la cual 59,9 km² corresponden a tierra firme y (0,28 %) 0,17 km² es agua.

## Demografía
Según el censo de 2010, había 2116 personas residiendo en el municipio de Mary Ann. La densidad de población era de 35,23 hab./km². De los 2116 habitantes, el municipio de Mary Ann estaba compuesto por el 97,02 % blancos, el 0,09 % eran afroamericanos, el 0,57 % eran amerindios, el 0,8 % eran asiáticos, el 0,24 % eran de otras razas y el 1,28 % eran de una mezcla de razas. Del total de la población el 0,47 % eran hispanos o latinos de cualquier raza.